# Hypoglycémie postprandiale
En médecine et en particulier en endocrinologie, le terme « hypoglycémie postprandiale » est utilisé pour désigner une hypoglycémie légère survenant après l’ingestion d’un repas lourd. 
On pense que le creux est causé par une chute de la glycémie résultant de la sécrétion normale d'insuline par le corps, qui est à son tour une réponse à la charge de glucose représentée par le repas. 
Bien que la baisse postprandiale de la glycémie soit généralement physiologique après un repas copieux, une baisse très marquée ou prolongée de la glycémie peut être associée à un trouble du métabolisme du glucose. 

## Voir également
- Somnolence postprandiale (en)
- Métabolisme du glucose
- Hypothalamus latéral (en)
- Résistance à l'insuline
- L'hypoglycémie
- Oxyhyperglycémie (en)
- Diabète sucré